# Charly-Oradour
Charly-Oradour är en kommun i departementet Moselle i regionen Grand Est (tidigare regionen Lorraine) i nordöstra Frankrike. Kommunen ligger i kantonen Vigy som tillhör arrondissementet Metz-Campagne. År 2022 hade Charly-Oradour 793 invånare.

## Befolkningsutveckling
Antalet invånare i kommunen Charly-Oradour
| Referens: INSEE |